# Velký vůz

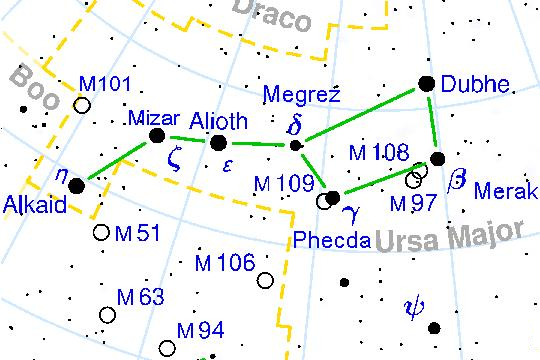
Poloha asterismu Velkého vozu v souhvězdí Velké medvědice

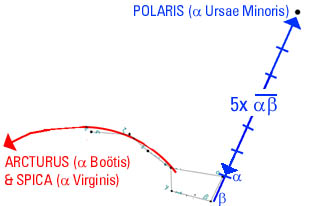
Pomocí Velkého vozu se dá najít Polárka, nebo například hvězda Arcturus.

Velký vůz je velmi známý a výrazný asterismus. Je to zároveň nejvýraznější část obrazce, který představuje souhvězdí Velké medvědice. Zejména začínajícím pozorovatelům oblohy může sloužit jako výchozí bod pro orientaci na noční obloze.
Velký vůz je mezi souhvězdími výjimečný v tom, že většina hvězd tvořících jeho obrazec je navzájem gravitačně vázána a nachází se v podobné vzdálenosti od Země.
Různou vzdálenost mají pouze hvězdy Alkaid a Dubhe, jejichž vzdálenosti od Země jsou 104 a 123 světelných let. Zbývající hvězdy tvořící Velký vůz se jmenují Mizar, Alioth, Megrez, Phecda a Merak a jsou členy Pohybové skupiny Velká medvědice, která má také označení Collinder 285. Hvězdy této skupiny se ve vesmíru pohybují stejným směrem a stejnou rychlostí, všechny patří podle spektrální klasifikace do třídy A, mají podobnou jasnost i stáří a zhruba stejnou vzdálenost od Země (kolem 80 světelných let). Tyto hvězdy tvoří jádro několik set milionů let staré otevřené hvězdokupy, jejíž členové se postupem času rozptýlili do okolí.
V blízkosti Velkého vozu se dá vyhledat několik výrazných objektů hlubokého vesmíru, jako je například galaxie Větrník (M 101), Vírová galaxie (M 51), Soví mlhovina (M 97) nebo galaxie M 108.

## Orientace pomocí Velkého vozu
Pokud se na obloze spojí hvězdy Dubhe a Merak přímkou, dá se na ní ve směru hvězdy Dubhe najít i nejjasnější hvězda sousedního souhvězdí Malého medvěda, která se jmenuje Polárka a ukazuje severní nebeský pól. Tato orientační pomůcka byla v minulosti používána cestovateli i mořeplavci.
Také spojnice dalších hvězd asterismu pomohou v orientaci na další významné hvězdy severní oblohy.